# Kaspar Nützel

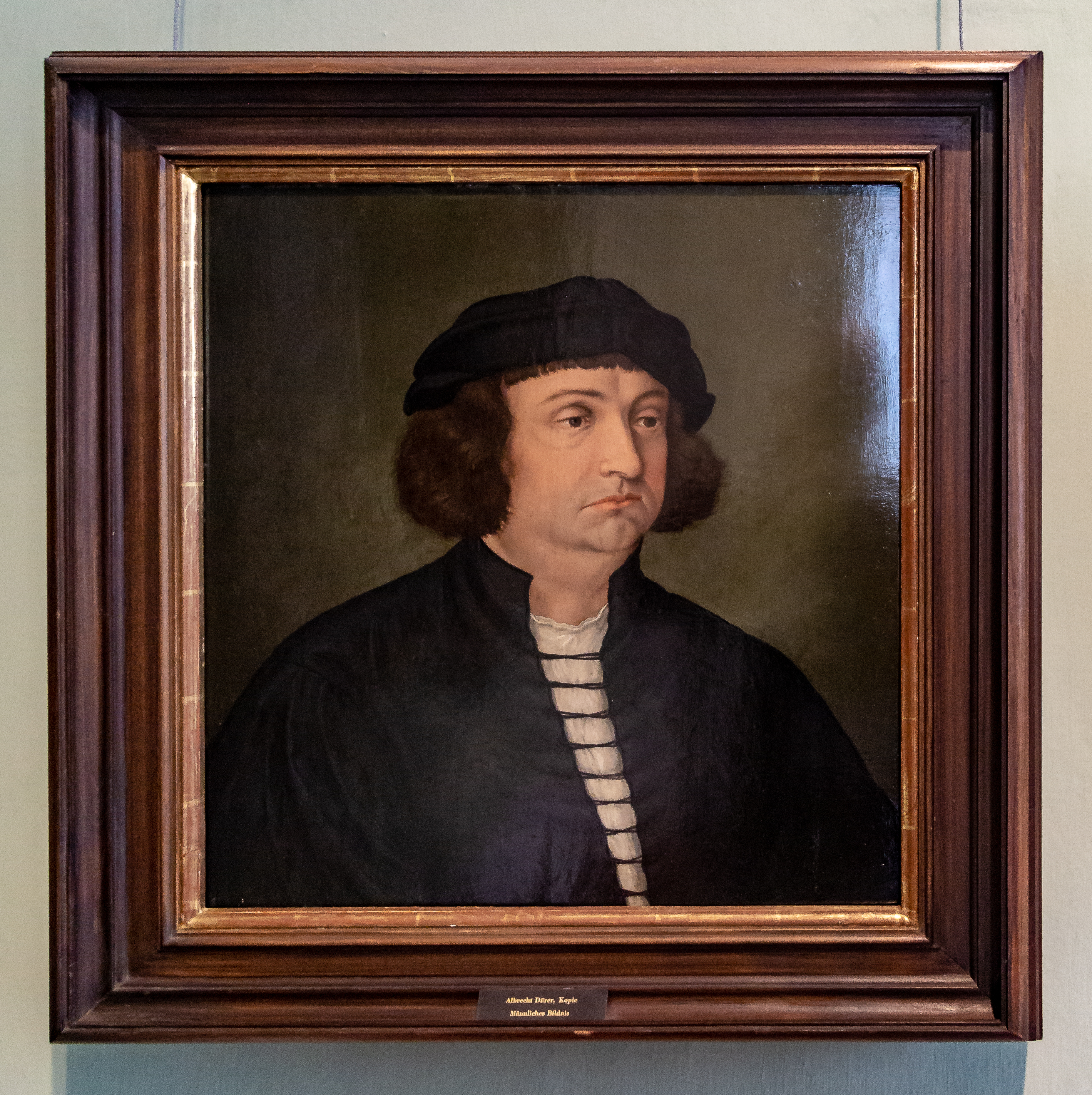
Kaspar Nützel (1471–1529), Kopie eines Porträts von Albrecht Dürer

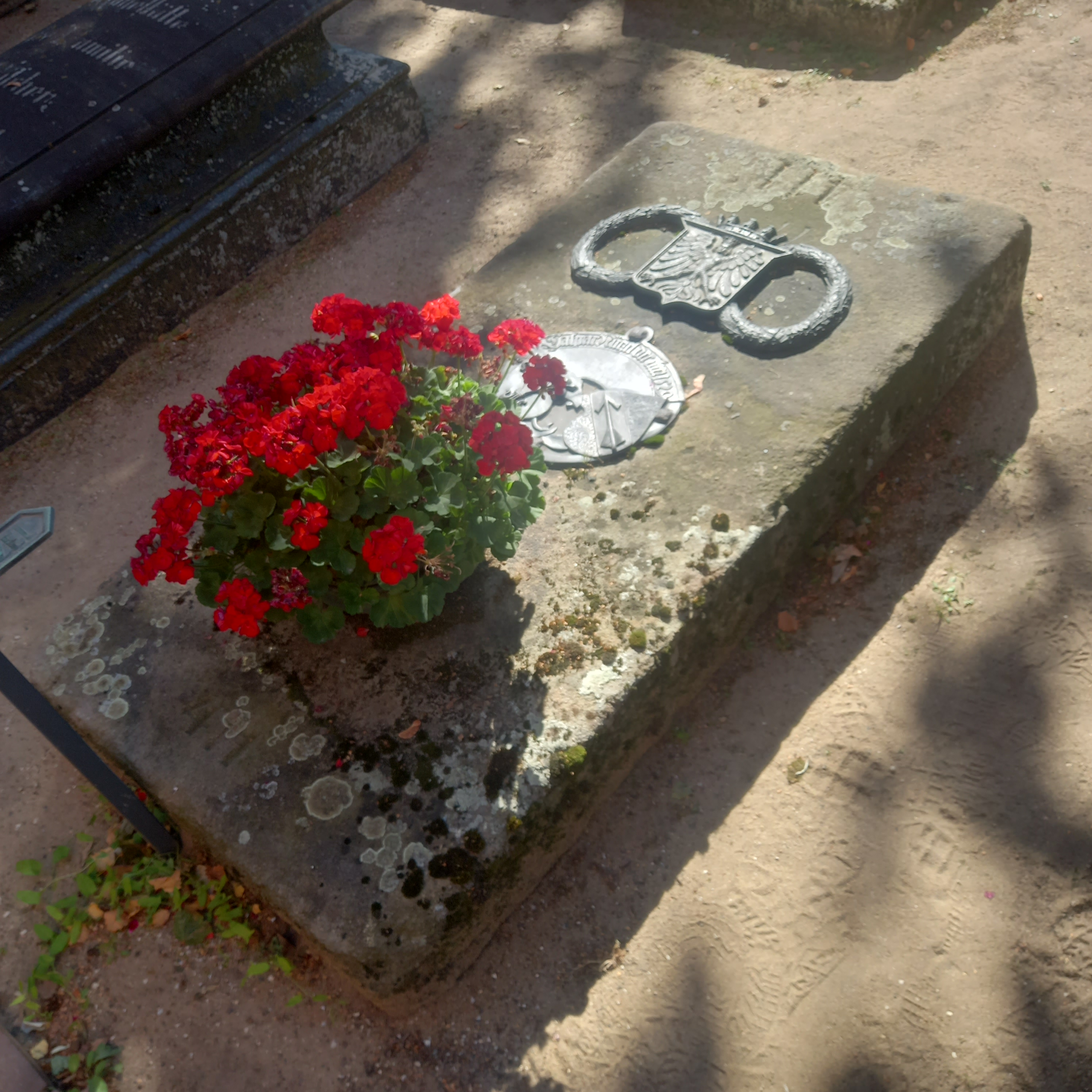
Das Grab von Kaspar Nützel auf dem Nürnberger Rochusfriedhof

Kaspar Nützel (* 1471 in Nürnberg; † 25. September 1529) war ein Nürnberger Patrizier und Ratsmitglied der Stadt.

## Reformation
Kaspar Nützel aus der Nürnberger Patrizierfamilie Nützel von Sündersbühl gehörte dem Staupitzkreis an und wurde früh zum Verfechter der Lehren Martin Luthers. Vermutlich noch vor Weihnachten 1517 übersetzte er Martin Luthers 95 Thesen ins Deutsche, wie in einem Brief Christoph Scheurls vom 8. Januar 1518 erwähnt ist. Diese früheste zu datierende deutschsprachige Übersetzung ist nur durch Berichte belegt, aber bibliographisch nicht bekannt geworden.

## Öffentliche Ämter

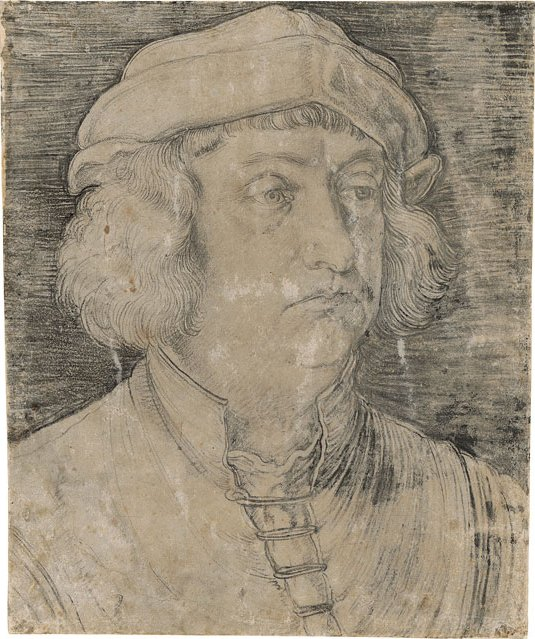
Nützel auf Dürers Skizze von 1517

Nach dem Tod seines Vaters Gabriel Nützel am 20. Mai 1501 übernahm er zahlreiche öffentliche Ämter.
- 1502: Ratsherr
- 1503: Bürgermeister
- 1504–1517: Ratsgesandter Nürnbergs in Ansbach, Heidelberg, Bamberg und Würzburg
- 1509–1515: ständiger Botschafter beim schwäbischen Bund
- 1514: Kurator des Klaraklosters, Verwalter der Secretiensiegel
- 1515: Zinsmeister
- 1521: Vertreter Nürnbergs auf dem Wormser Reichstag
- 1524: Hauptmann, Losunger, Spitalpfleger in Nürnberg, bis zu seinem Tod Beauftragter Nürnbergs in Territorialstreitigkeiten um die Nürnberger Gebiete mit Markgraf Georg, sowie den Wittelsbachern

## In der Kunst
- 1570 aus der Werkstatt † Virgilius Solis:

„In einer reichen Einfassung mit Figuren und Wappen verzieret, stehet im Vordergrund einer Landschaft der Heiland am Kreuz, an dessen Stamm knieen zur Linken, Caspar Nützel (Rath Kaisers Carl V.) nebst seinen fünf Söhnen. Zur ...“

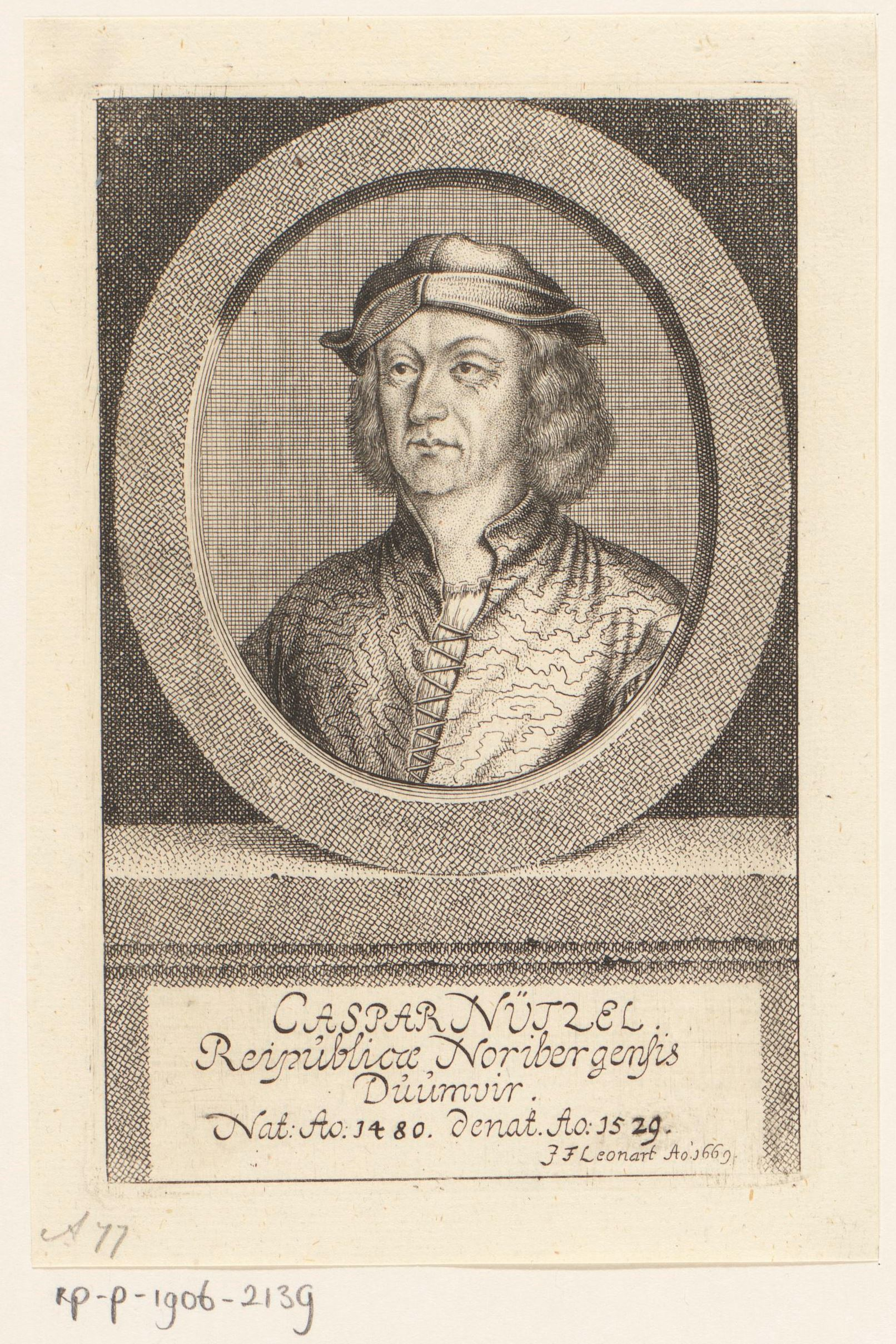
Porträt des Magistrats Nützel Rijksmuseum